# Udflytterbørnehave
En udflytterbørnehave er et af mange pasningstilbud til børn mellem 3 og 6 år. Ordningen bliver overvejende brugt i storbyer, og den består af et opsamlingssted inde i byen og et opholdssted ude på landet. Udendørsliv  og uovervågede frirum er ofte en vigtig del af den pædagogiske grundholdning hos bestyrelse og personale i udflytterbørnehaver.

## Praktiske forhold
Inden for et tidsrum på 1 time bliver børnene afleveret til personalet på opsamlingsstedet. På et aftalt tidspunkt bliver børnene afhentet af et busselskab. Efter en køretid på under en time ankommer børnene til opholdsstedet. Her tilbringer børn og personale dagen, indtil de på et aftalt tidspunkt igen bliver hentet af busselskabet og kørt tilbage til opsamlingsstedet. Dér bliver børnene hentet af forældrene indenfor en time.